# 레슬리 우즈
레슬리 우즈(Lesley Woods, 1910년 8월 22일 ~ 2003년 8월 2일)는 미국의 배우이다.
로스앤젤레스에서 사망하였다.

## 출연 작품
- 너스 베티 (2000년)
- 고립 지대 (1995년)
- LBJ: 초창기 (1987, LBJ: The Early Years)
- 돈 비 어프레이드 오브 더 다크 (1973년)

### 텔레비전
- 우리 생애 나날들 (1978)
- A 특공대 (1983-84)
- L.A. 로 (1987)
- 더 볼드 앤 더 뷰티풀 (1987-2001)